# Darima Sandakova
Darima Sandakova est une boxeuse russe née le 12 juillet 1996.

## Carrière
Sa carrière amateur est principalement marquée par une médaille d'or remportée aux championnats d'Europe de boxe amateur femmes 2019 dans la catégorie des poids welters et une médaille de bronze remportée aux Jeux européens de 2019 dans la catégorie des poids moyens.

## Palmarès

### Championnats d'Europe
- Médaille d'or en -69 kg en 2019 à Alcobendas, Espagne

### Jeux européens
- Médaille de bronze en -75 kg en 2019 à Minsk, Biélorussie

## Référence
1. ↑  (en) Résultats des championnats d'Europe 2019